# Bala Rostam Kola
Bala Rostam Kola (persisch بالا رستم کلاه, ‚Obere Rostam Hut‘) ist ein Ort in der Provinz Māzandarān im Iran.

## Lage
Der Ort liegt südwestlich von Rostamkola etwa 10 km nördlich von Qaem-Schahr.

## Geschichte
Solche Städte bzw. Orte waren in Zusammenhang mit dem Schahnamen Rostam historische Kulturstätten, während die heutige Metropole Teheran unbedeutend waren. Firdousi erwähnte die Provinz Māzandarān, Samangan, Taloqan, Balch, Badachschan, Kandahar, Parsah bzw. Takht e Jamschid (Persepolis), Parsa Fars usw. in seinem Königsbuch unzählige Male. Friedrich Rückert verwendete in seinen Übersetzungen die Schreibweise Mazenderan, welche einer Aussprache der östlichen Gebiete des iranischen Hochlands entspricht.